# Livin' Proof
Livin' Proof è l'album d'esordio del duo hip hop statunitense Group Home, pubblicato il 21 novembre 1995. Distribuito dalle etichette Payday, FFRR e PolyGram Records, l'album ottiene recensioni positive: per AllMusic l'album è da quattro stelle su cinque e la rivista specializzata The Source vota l'album con tre stelle e mezzo su cinque.
L'intero disco è scritto da James Heath, Jamal Felder e Christopher Martin.
| Recensione | Giudizio |
| ---------- | -------- |
| AllMusic   | [ 1 ]    |
| The Source | [ 2 ]    |

## Tracce
1. Intro – 0:48 (musica: DJ Premier)
2. Inna Citi Life – 2:58 (musica: DJ Premier)
3. Livin' Proof – 4:15 (musica: DJ Premier)
4. Serious Rap Shit (featuring Guru & Big Shug) – 4:14 (musica: Guru)
5. Suspended In Time – 4:34 (musica: DJ Premier)
6. Sacrifice (featuring Absaloot) – 3:26 (musica: DJ Premier)
7. Up Against The Wall (Low Budget Mix) – 4:14 (musica: DJ Premier)
8. 4 Give My Sins – 3:25 (musica: Big Jaz)
9. Baby Pa – 3:12 (musica: DJ Premier)
10. 2 Thousand – 3:18 (musica: DJ Premier)
11. Supa Star – 5:22 (musica: DJ Premier)
12. Up Against Tha Wall (Getaway Car Mix) – 4:34 (musica: DJ Premier)
13. Tha Realness (featuring Jack The Ripper & Smiley The Ghetto Child) – 4:32 (musica: DJ Premier)

Traccia bonus per il mercato olandese
1. So Called Friends – 2:55 (testo: Thompson, Siguenza – musica: Guru)

## Classifiche
| Classifica (1995)         | Posizione massima |
| ------------------------- | ----------------- |
| US Top R&B/Hip-Hop Albums | 34                |